# Бочкарёв, Валерий Викторович
Вале́рий Ви́кторович Бочкарёв (29 марта 1918, Демянск, Новгородская губерния — 25 мая 1989, Москва) — физик, специалист в области радиофармацевтики, радиометрии и дозиметрии, профессор, доктор технических наук, лауреат Ленинской и Государственной премий СССР.

## Биография
Валерий Викторович Бочкарёв родился в 1918 году в Новгороде.
- 1967-1980 — заведующий отделом изотопов  и источников излучений в Институте биофизики.
- В дальнейшем — заместитель директора ИБФ, доктор технических наук, профессор.

### Семья
- Отец: Виктор Васильевич Бочкарёв (род. 11 Ноябрь 1891 в Демянске Новгородской губернии.)
- Мать: Елена Абрамовна Бочкарёва (дев. Лившиц; род. 17 Июнь 1893 в Горки Могилёвской губернии.).
- Жена: Вера Андреевна Бочкарёва (дев. Егорова; род. 10 Июнь 1917 в Петрограде (Ленинграде).).
  - У них было 2 (двое) детей. Сын Олег (1948 г.р.), сын Андрей (1952 г.р.)

Скончался в 1989 году в Москве. Похоронен на Большеохтинском кладбище в Санкт-Петербурге.